# Byzantijns Griekenland
Na de Ionische metropolen als Milete, na het onovertroffen Athene, raakten ook Alexandrië, het wonder van de oudheid, en de andere hellenistische hoofdsteden na enkele eeuwen van grootse ontwikkelingen in verval. Christendom en islam drukten hun stempel en legden nieuwe vormen en normen op in de plaats van de oude, die zichzelf trouwens goeddeels hadden overleefd.
Als deel van het Byzantijnse Keizerrijk had Griekenland veel last van vijandelijke invallen: in de 5e eeuw van Vandalen en Oostgoten, in de 6e van Slaven, Avaren en Hunnen, in de 8e wéér van Slaven, in de 9e van Saracenen, in de 10e van Bulgaren en in de 11e van Noormannen uit Sicilië. De eilanden werden vaak door zeerovers geplunderd.
Griekenland had in deze tijd als provincie weinig betekenis meer. Constantinopel werd echter het nieuwe centrum van de Grieks/Byzantijnse cultuur. Na de 11e eeuw openbaarde zich een cultureel herstel, waarvan de orthodoxe kerken met hun prachtige mozaïeken en fresco's getuigenis afleggen.
In 1054 scheidde de oosterse of Grieks-Orthodoxe Kerk, onder leiding van de patriarch van Constantinopel, zich af van de kerk van Rome. Dat was het Grote Schisma.

## De Franken in Griekenland
Op het einde van de Vierde Kruistocht (1202-1204) plunderden de westerse ("Latijnse") kruisvaarders Constantinopel en stichtten er het Latijnse keizerrijk (1204-1261). Vele ridders uit het westen (vb. Guillaume de Villehardouin) en edellieden uit de handelsrepubliek Venetië richtten er feodale staatjes op, ook in Griekenland, en bouwden er sterke burchten waarvan er tot op heden nog verscheidene bewaard gebleven zijn. Al deze ridders uit het westen -velen kwamen uit Frankrijk- duidde men aan met de minachtende benaming "Franken".
Venetië nestelde zich stevig op de eilanden, in vele kustplaatsen en op de Pelopónnesos.
Van 1309 tot 1523 waren Rodos en enkele andere eilanden van de «Dodekanesos» in de macht van de johannieters. Mystras – bij Sparta – beleefde in de 14e-15e eeuw een bloeitijd, als residentie van de Byzantijnse stadhouder, die de titel voerde van "despoot"; het ambt werd bekleed door een zoon of broer van de Byzantijnse keizer.
Voor een overzicht van de Byzantijnse keizers zie: Keizers van Byzantium